# Bessarabka, Romnî
Bessarabka (în ucraineană Бессарабка) este un sat în comuna Basivka din raionul Romnî, regiunea Sumî, Ucraina.

## Demografie
Componența lingvistică a localității Bessarabka
     Ucraineană (99,35%)
     Alte limbi (0,65%)
Conform recensământului din 2001, majoritatea populației localității Bessarabka era vorbitoare de ucraineană (99,35%), existând în minoritate și vorbitori de alte limbi.